# Renault Dauphine

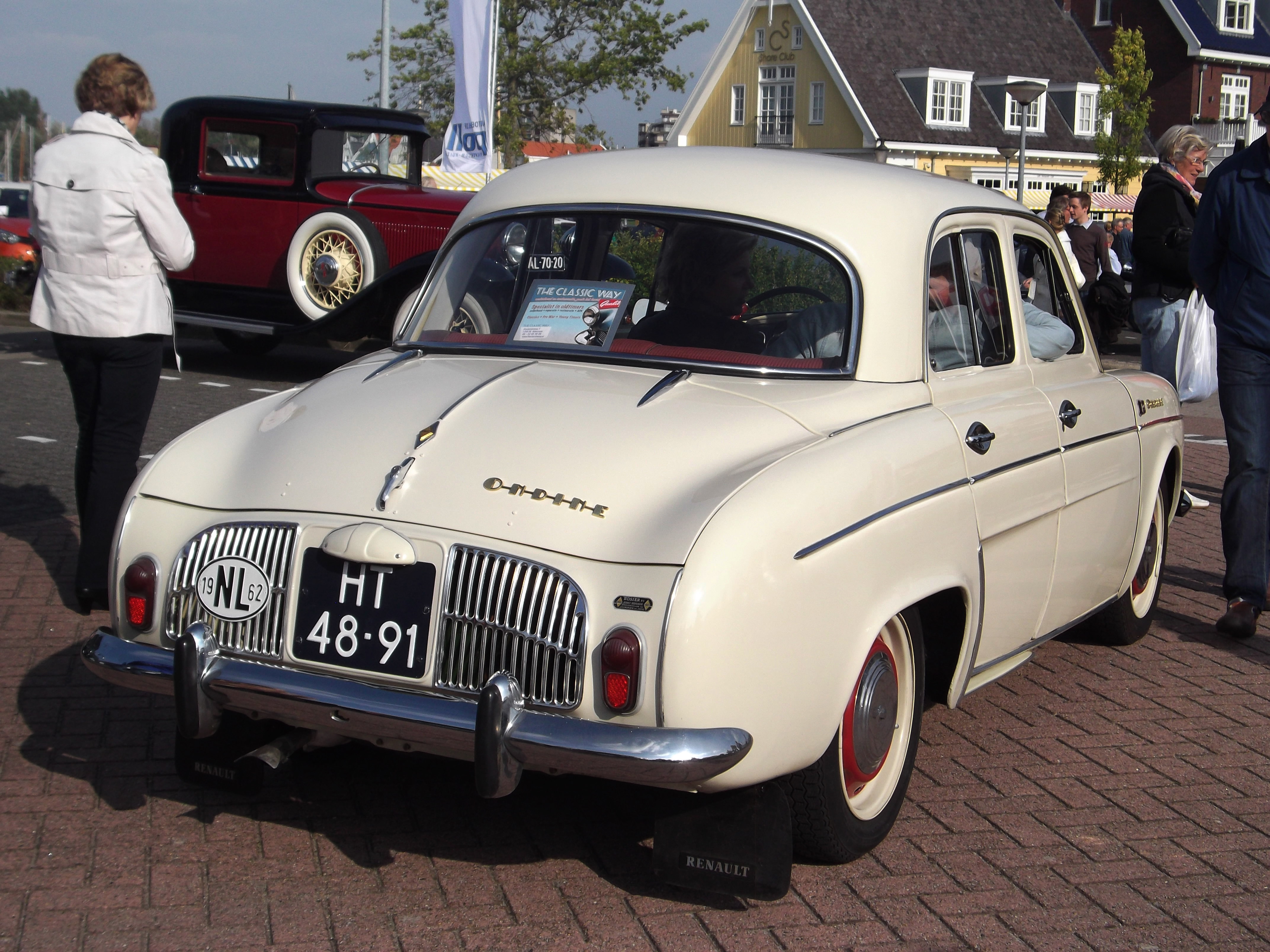
Renault Ondine (1962)

De Renault Dauphine is een automodel van de Franse autofabriek Renault. Het model werd in 1956 op de markt gebracht als opvolger van de Renault 4CV. Er was bijna niets aan veranderd want de 4CV diende als basis: ook de Dauphine had de motor achterin.
De cilinderinhoud werd vergroot van 760 naar 845 cc, daardoor kreeg de motor 32 pk, 11 pk meer dan de 4CV. De Dauphine is wat zwaarder dan de 4CV, vanwege de met 30 centimeter toegenomen lengte. De Dauphine was een succes, tussen 1956 en 1967 werden er 2,12 miljoen van gebouwd. De laatste Dauphine liep in 1965 van de band en de laatste Dauphine-Gordini in 1967.
Naast het standaard model, dat 115 km/uur kon halen, was er ook een Gordini-versie, met in eerste instantie een vermogen van 37,5 pk en een topsnelheid van 128 km/uur, later gevolgd door een 40 pk motor. In 1962 werden 1000 exemplaren gebouwd als sportwagen in de kleur wit met blauwe, brede strepen over de kofferbakklep, het dak en de motorkap. De wielen van de Gordini waren op deze uitvoering gemonteerd en de koplampen hadden een grotere diameter van 18 cm tegen de normale uitvoering met een doorsnede van 16 cm. Het motorvermogen was opgevoerd tot 55 pk. Een jaar later werd een volgende serie van 1500 stuks uitgebracht met schijfremmen rondom. Door al deze wijzigingen verdween de Gordini-uitvoering, maar kwam in 1963 terug om de Ondine te vervangen.
Een tweede versie was de luxueuzere uitvoering, de Renault Ondine, met een vierversnellingsbak, en die werd geproduceerd van 1961 tot 1963. Net als de Dauphine was deze versie ook in de Gordini-uitvoering verkrijgbaar. Deze had echter een vermogen van 40 pk. Het productieaantal bedroeg 66.000.

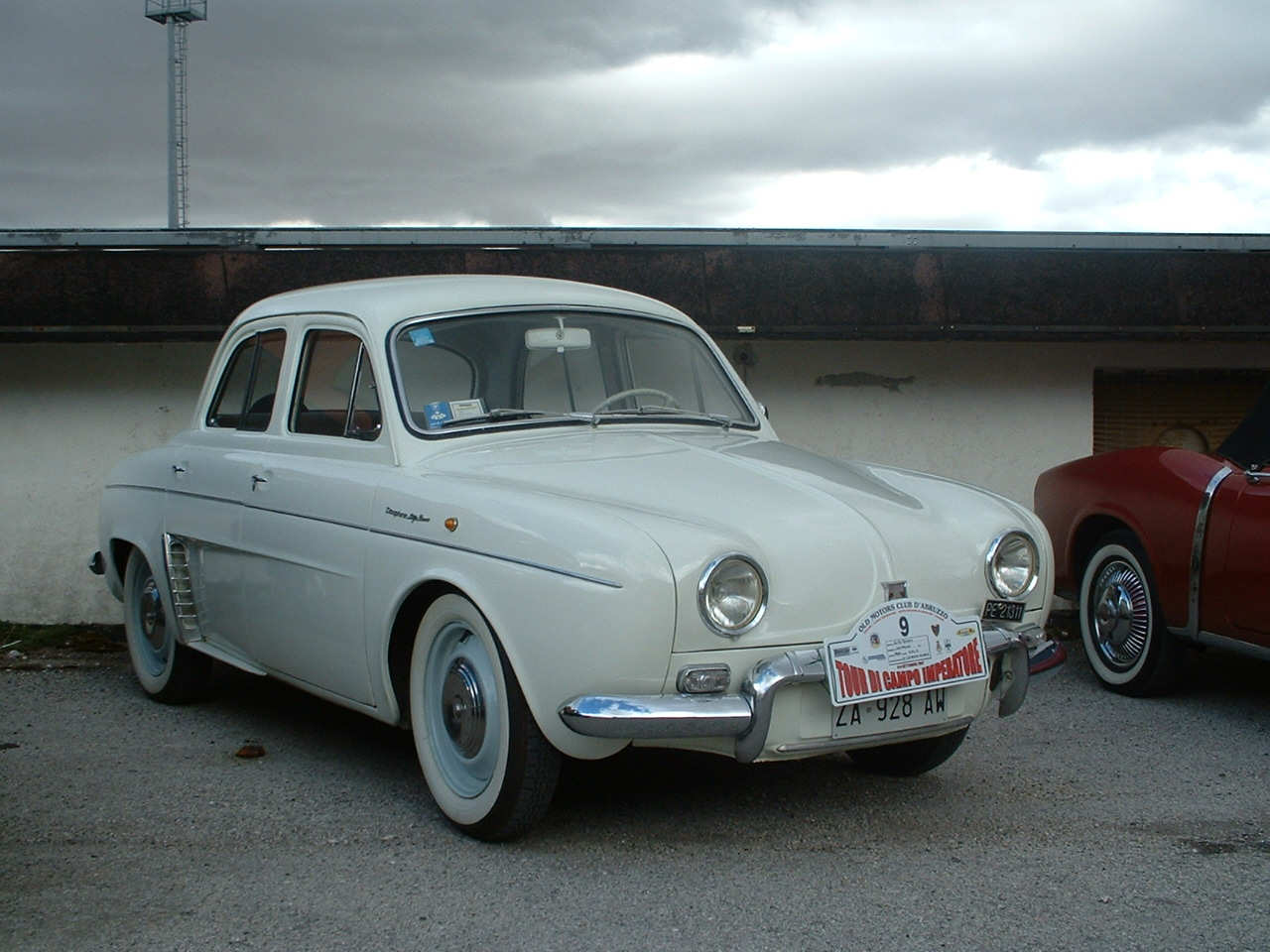
Renault Dauphine, bouwjaar 1960
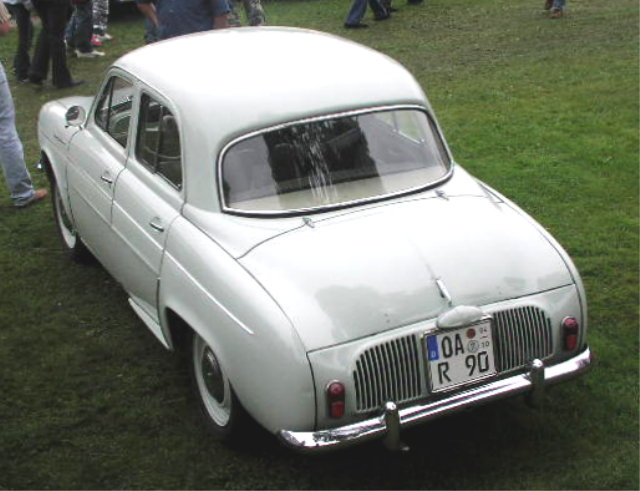
Renault Dauphine
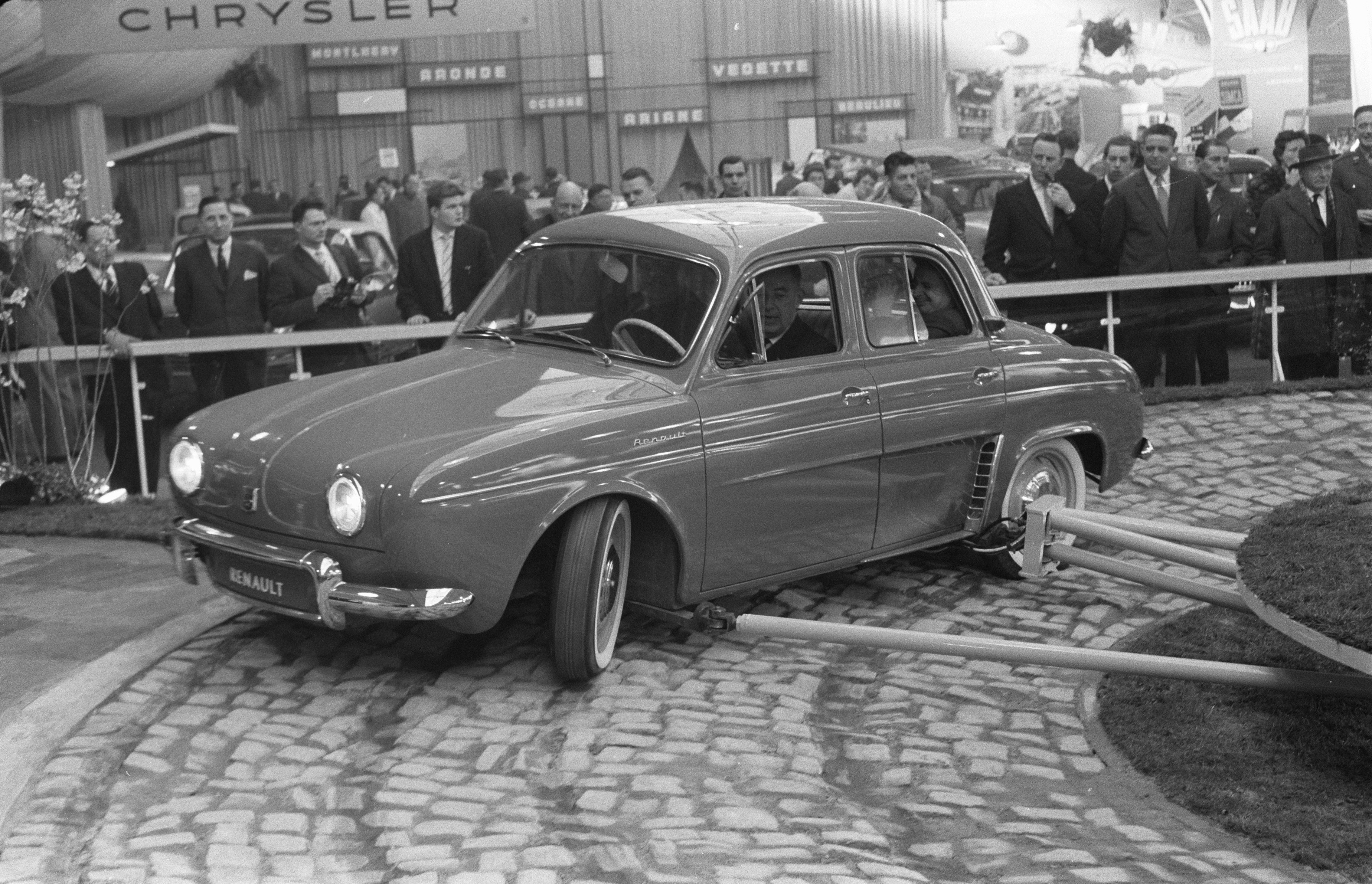
Een Dauphine tijdens de opening van de AutoRAI in 1960

In productie:
5 E-Tech · 
Arkana · 
Austral · 
Captur · 
Clio · 
Espace · 
Kadjar · 
Kangoo · 
Koleos · 
Master · 
Mégane · 
Mégane E-Tech · 
Rafale · 
Scenic E-Tech · 
Symbioz · 
Symbol · 
Trafic · 
Twingo · 
Twingo Electric · 
Zoe

Uit productie:
3 · 
4 · 
5 · 
6 · 
7 · 
8 · 
9 · 
10 · 
11 · 
12 · 
14 · 
15 · 
16 · 
17 · 
18 · 
19 · 
20 · 
21 · 
25 · 
30 · 
2CV · 
4CV · 
Avantime · 
Caravelle · 
Dauphine · 
Domaine · 
Estafette ·
Express · 
Floride · 
Fluence ·
Frégate · 
Fuego · 
Juvaquatre ·
Laguna · 
Latitude · 
Modus · 
Nervastella · 
Novaquatre · 
Ondine · 
Prairie · 
Primaquatre · 
Rodeo · 
Safrane · 
Savanne · 
Scénic · 
Spider · 
Talisman · 
Thalia · 
Twizy · 
Vel Satis · 
Vivasport · 
Vivastella · 
Wind